# Gmina Novi Kneževac
Gmina Novi Kneževac (serb. Opština Novi Kneževac / Општина Нови Кнежевац) – gmina w Serbii, w Wojwodinie, w okręgu północnobanackim. W 2018 roku liczyła 10 325 mieszkańców.